# Santee (California)
Santee è una città degli Stati Uniti d'America, situata nel sud della California, nella contea di San Diego.